# فيكرز فيغيت
فيكرز فيغيت (Vickers Viget) كانت طائرة صممتها شركة فيكرز للمشاركة بمسابقة ليمبني للطائرات الخفيفة والتي عقدت في عام 1923. كانت بمقعد واحد ومحرك منفرد  ذات السطحين من الأجنحة القابلة للطي.

## المواصفات
مصدر البيانات: Andrews & Morgan 1988، صفحات 479–82
الخصائص العامة
- طاقم العمل: one
- الطول: 17 قدم 4 إنش (5.28 م)
- طول الجناح: 25 قدم 0 إنش (7.62 م)
- منطقة الجناح: 200 قدم2 (18.6 م2)
- الوزن الفارغ: 390 رطل (177 كجم)
- الوزن الإجمالي: 570 رطل (259 كجم)
- المحرك: 1 × Douglas 2 cylinder horizontally opposed, unknown حصان ( كيلو وات) لكل

الأداء
- السرعة القصوى: 58 ميل/ساعة (93 كم/س)